# Virus sincitial respiratorio proteína G
El virus sincitial respiratorio proteína G es una proteína producida por el virus sincitial respiratorio.
Se ha propuesto como objetivo de una vacuna.